# Ogre3D
Ogre3D är en grafikmotor skriven i C++ och licensierad under MIT-licens. Ogre3D är i sig inte en spelmotor utan hanterar enbart grafik. Det är dock vanligt att man använder Ogre3D som en komponent i spel. Det finns ett antal kommersiella produkter som använder grafikmotorn, till exempel spelet Ankh och Torchlight.